# Bonaventura Furlanetto
Bonaventura Furlanetto (Venezia, 27 maggio 1738 – Venezia, 6 aprile 1817) è stato un compositore e insegnante di musica italiano.
In vita era conosciuto anche con il soprannome Musin.

## Biografia
Trascorse l'infanzia nella parrocchia di San Nicolò dei Mendicoli, dove si formò anche musicalmente studiando quasi completamente da autodidatta, tranne per qualche lezione di musica ricevuta dallo zio Nicolò Formenti, il quale fu un organista dilettante, e da Giacopo Bolla, un sacerdote; contemporaneamente studiò anche letteratura e filosofia sotto la guida di insegnanti gesuiti. Intraprese successivamente la carriera ecclesiastica, rifiutando però il ministero.
Al 1762 risale quella che probabilmente è la sua prima composizione (o almeno la prima tra quelle che ci sono giunte): un Laudate Dominum, seguito l'anno successivo dal componimento sacro La sposa de' sacri cantici, il quale fu rappresentato presso l'oratorio di San Filippo Neri a Venezia nel 1767, 1773 e 1784. Altrettanto successo ebbe il suo oratorio Giubilo celeste al giungervi della sant'anima, allestito presso la Basilica dei Santi Giovanni e Paolo il 16 maggio del 1765, 1766 e 1767, il quale entusiasmò il pubblico per le sue caratteristiche tipiche dell'opera buffa. Furlanetto successivamente, nel 1767, scrisse musica anche per il coro Santa Maria della Visitazione la Basilica di Santa Maria della Salute (meglio conosciuta come La Pietà), che gli valse il 21 settembre 1768 la nomina a maestro di cappella, posizione che in questa chiesa tenne per 50 anni. Nello stesso anno inoltre fornì alcuni suoi lavori per la cerimonia di commemorazione alla canonizzazione di Girolamo Miani tenutasi il 20 luglio 1768.
Nel 1774 Furlanetto gareggiò senza successo per ottenere il posto di vicemaestro di cappella a San Marco, in quanto fu scelto Ferdinando Bertoni. Quando costui tra il 1781 e il 1783 fu assente per un viaggio a Londra, Furlanetto fu nominato organista supplementare e lo sostituì provvisoriamente nel ruolo di organista titolare. Il 18 dicembre 1794 fu nominato vicemaestro provvisorio, il 23 dicembre 1797 secondo maestro (vicemaestro) effettivo e infine nel 1808, dopo la morte di Bertoni, maestro di cappella titolare, carica che mantenne fino alla morte.
A partire dagli inizi dell'Ottocento Furlanetto divenne famoso in tutta l'Italia settentrionale come uno dei più importanti compositori di musica sacra a Venezia. Nel 1811 fu anonimamente eletto maestro di contrappunto da 40 dilettanti che avevano costituito l'Istituto Filarmonico di Venezia. In questo periodo forse scrisse un trattato,, ma l'unico suo lavoro teorico che ci giunge è Lezioni di contrappunto, datato 1789.

## Considerazioni sull'artista
Lo storico inglese Charles Burney, che ebbe occasione nell'agosto del 1770 di ascoltare Furlanetto nel dirigere alcuni suoi lavori alla Pietà, riportò che la composizione e l'esecuzione non eccedevano dalla mediocrità. Burney il 14 agosto fu favorevolmente impressionato dalla musica del Furlanetto eseguita presso la chiesa di Santa Maria Celeste, tant'è che decise di ritornarci il giorno successivo per la Festa dell'Assunzione, ma vi rimase assai deluso e dichiarò che le risorse di questo compositore sono molto poche; egli ha poco fuoco e ancor meno varietà... Io devo confessare che la sua musica è per me stancante e lascia dietro languore e insoddisfazione. Inoltre aggiunse che il compositore Baldassare Galuppi, che Burney incontrò sempre a Venezia, si sentiva abbastanza offeso nell'incoraggiare e proteggere alcuni "asini" ecclesiastici, tra cui il Furlanetto. Nonostante questo Galuppi rispettò il concittadino e lo incoraggiò nel completare le proprie messe.
Dall'inizio degli anni '70 e durante gli anni '80 il suo talento musicale si sviluppò notevolmente; questo lo si può notare dalle revisioni che apportò ai propri oratori in precedenza composti, dall'impiego nei suoi lavori di ulteriori risorse orchestrali, quindi non usando solamente gli archi accompagnati dai soliti strumenti a fiato, bensì includendo anche il controfagotto, il trombone contralto, il serpentone, il doppio corno francese e strumenti a percussione, come timpani, tamburi, campane, sonagli e sistri.
Fu anche insegnante di composizione e tra i suoi allievi ebbe Anselmo Marsand e Giovanni Pacini.
Tutti gli autografi delle sue composizioni, raccolte da un suo amico, Antonio Rota, un prete di San Vitale, sono custoditi presso il Conservatorio Benedetto Marcello e la Biblioteca nazionale Marciana di Venezia.

## Lavori (da completare)

### Musica sacra

#### Oratori
Tutti gli oratori furono rappresentati a Venezia.
- La sposa de' sacri cantici (1763)
- Protomartire Giovanni Nepomuceno (1765)
- De nativitate virginis genethliacon (1770)
- Moyses in Nilo (1771)
- Felix victori (1773)
- Jaelis victoria (1773)
- Athalia (1773)
- Templi reparatio (1774)
- David in Siceleg (1776)
- Israelis liberatio (1777)
- Reditus exercitus Israelistici postcladem Philistaeorum (1777)
- Mors Adam (1777)
- Nabot (1778)
- Somnium Pharaonis (1779)
- De filio prodigo (1779)
- Dies extrema mundi (1780)
- David Goliath triumphator (1780)
- Jonathas (1781)
- Salomon rex Israel electus (1782)
- Aurea statua a rege Nabucodonosor erecta vel pueri Hebraei in fornace ardentis ignis (1783)
- Prudens Abiga (1784)
- Moyses ad Rubum (1785)
- Absalonis rebellio (1785)
- Sisara (1786)
- Abraham et Isach (1786)
- De solemni Baltassar convivio (1787)
- Judith triumphans (1787)
- De solemni nuptiae in domum Lebani (1788)
- Triumphus Jephte (1789)
- Bethulia liberata (basato sulla Betulia liberata di Pietro Metastasio, 1790)
- Gedeon (1792)
- De filio prodigo (1800)
- Primum fatale homicidium (1800)
- Il trionfo di Iefte (1801)
- Tabia (di dubbia attribuzione)

#### Cantate sacre
- Melior fiducia vos ergo (per soprano, contralto e orchestra, 1775)
- Quisnam felicior me? (per soprano, contralto e orchestra, 1780)
- In coelo resplendent (per soprano, contralto e orchestra, 1785)
- Alma letitie dies (per soprano, contralto e orchestra, 1789)
- Cantata duodecima (per soprano, contralto e orchestra, 1791)
- Nuptie Rachelis (per soprano, contralto e orchestra, 1795)
- Musica per le tre ore dell'agonia di Nostro Signore Gesù Cristo (per 2 tenori, basso e violoncello, 1801)
- Veritas de terra orta est (per 5 voci, 1810)
- Sponsia mantis caro (per 5 cori e 5 orchestre)
- Sumo furis regulia venus dies jucundum (per 2 cori e 2 orchestre)
- Fugitava quis ploras anima (per soprano, contralto e orchestra)
- Vitae calamitates (per soprano, contralto e orchestra, forse revisione della precedente)